# Canton d'Argentan-Ouest
Cet article possède un paronyme, voir Canton d'Argentan.
Le canton d'Argentan-Ouest est une ancienne division administrative française située dans le département de l'Orne et la région Basse-Normandie.

## Histoire
Ce canton a été créé en 1982 en divisant en deux l'ancien canton d'Argentan.

## Administration
| Période | Période | Identité                 | Étiquette             | Qualité |
| ------- | ------- | ------------------------ | --------------------- | --- |
| 1982    | 1985    | Roger Jouadé             | PCF, puis DVG         | Ouvrier, ancien conseiller général du canton d'Argentan (1979-1982), élu en 1988 dans le canton d'Argentan-Est                      |
| 1985    | 1992    | Jean de Vimal du Bouchet | RPR                   | Notaire, maire d'Argentan (1965-1989), ancien conseiller général du canton d'Argentan (1967-1973)                                   |
| 1992    | 1998    | François Doubin          | MRG puis PRG          | Maire d'Argentan (1989-2001), ancien ministre (1988-1992)                                                                           |
| 1998    | 2004    | Pierre Pavis             | PS                    | Maire d'Argentan (2001-2019), ancien conseiller général du canton d'Argentan (1973-1979), puis du canton d'Argentan-Est (1982-1988) |
| 2004    | 2011    | Xavier Jaglin            | RPR puis UMP, puis RS | Attaché de coopération gouvernance au Sahel, conseiller municipal d'Argentan                                                        |
| 2011    | 2015    | Frédéric Leveillé        | PS                    | Professeur, conseiller municipal d'Argentan, élu en 2015 dans le canton d'Argentan-1                                                |

Le canton participe à l'élection du député de la troisième circonscription de l'Orne.

## Composition

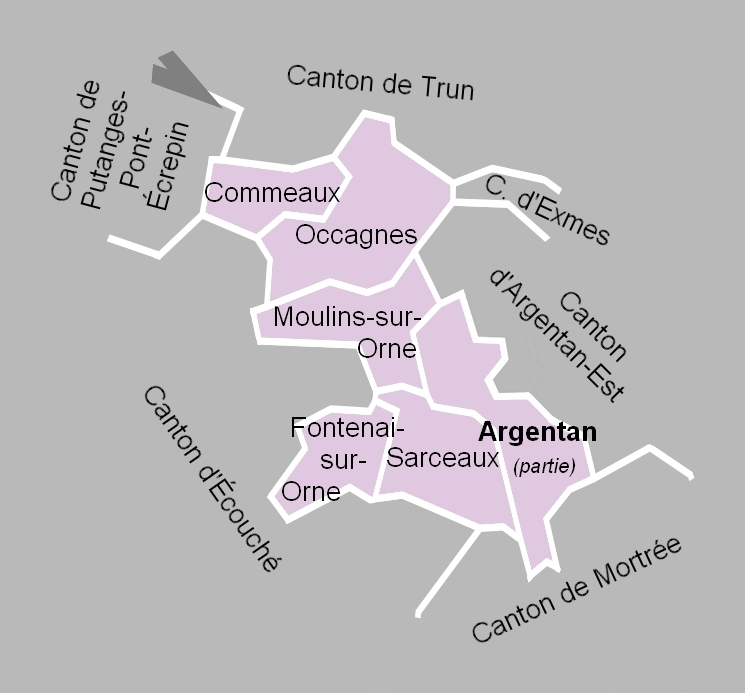
La carte des communes du canton. Les cantons limitrophes étaient ceux de Putanges-Pont-Écrepin, de Trun, d'Exmes, d'Argentan-Est, de Mortrée et d'Écouché.

Le canton d'Argentan-Ouest comptait 10 173 habitants en 2012 (population municipale) et groupait six communes :
- Argentan (en partie) ;
- Commeaux ;
- Fontenai-sur-Orne ;
- Moulins-sur-Orne ;
- Occagnes ;
- Sarceaux.

La portion d'Argentan incluse dans ce canton était située à l'ouest de la « ligne définie par le bras principal de l'Orne et par l'axe des voies ci-après : avenue de la Forêt-Normande, boulevard du Général-de-Gaulle (jusqu'à la place Mahé), rue de l'Hôtel-de-Ville, rue Fontaine, rue du 104e-RI, rue des Rédemptoristes, rue Jacques-Gabriel, rue Jeanne-d'Arc, rue Mézerette, route nationale 26 (jusqu'à la place des Trois-Croix), rue des Petits-Fossés, rue des Maisons-Bruneaux et route de Sévigny ».
À la suite du redécoupage des cantons pour 2015, la partie d'Argentan de ce canton et les autres communes sont rattachées au canton d'Argentan-1.

### Anciennes communes
Les anciennes communes suivantes étaient incluses dans le territoire du canton d'Argentan-Ouest :
- Cuigny, absorbée en 1821 par Moulins-sur-Orne.
- Brevaux, absorbée en 1824 par Commeaux.
- Cui et Pommainville, absorbées en 1839 par Occagnes.

## Démographie
| 1982 | 1990   | 1999   | 2006   | 2011   | 2012   |
| ---- | ------ | ------ | ------ | ------ | ------ |
| -    | 10 876 | 11 227 | 10 344 | 10 257 | 10 173 |